# Laraïba Seibou
Laraïba Seibou (sinh ngày 6 tháng 12 năm 2000) là một vận động viên bơi lội người Bénin. Năm 15 tuổi, cô được chọn là một trong những người có wildcard của Benin cho Thế vận hội Mùa hè 2016 và thi đấu ở môn tự do 50 mét. Mặc dù cô ấy đứng thứ hai trong sự nóng bỏng của mình với thời gian 33,01 giây, thời gian ghi lại của cô ấy có nghĩa là cô ấy không tiến vào bán kết.

## Đầu đời
Laraiba Gnon Cessy Seibou sinh ngày 6 tháng 12 năm 2000 tại Bénin.

## Thế vận hội mùa hè 2016
Năm 15 tuổi, Seibou đã được xướng tên trong đội tuyển Bénin cho Thế vận hội mùa hè 2016 tại Rio de Janeiro, Brazil. Cô đã bay từ New York để tham gia cùng các thành viên còn lại vào ngày 3 tháng 8. Chuyến đi của cô đã bị trì hoãn sau khi cô được cấp một vé cho biết cô là đàn ông chứ không phải phụ nữ. Điều này vẫn còn ở phía trước các quan chức trong phái đoàn, những người đã bay đến Rio ba ngày sau cô. Trong số sáu vận động viên trong đội, cô là một trong hai phụ nữ được nêu tên; người kia là Noélie Yarigo.
Vì khả năng tự do cá nhân 50 mét của cô ấy là 37,67 giây, ngoài thời gian vòng loại "B" là 26,17 giây, cô thi đấu ở Rio trên cơ sở một điểm phổ quát thẻ hoang dã được trao cho Bêlarut. Cô thi đấu ở nội dung 50 mét tự do nữ vào ngày 12 tháng 8, trong đợt nóng thứ hai. Cô đứng thứ hai với thời gian 33,01 giây, đứng sau người chiến thắng, Anastasiya Tyurina của Tajikistan (31,15 giây). Không có lần nào được ghi lại bởi bất kỳ người bơi nào trong thời tiết nóng đủ nhanh để đủ điều kiện cho họ vào vòng sau, vì trình độ được dựa trên thời gian được ghi lại và không phải là vị trí cuối cùng. Như vậy, tất cả các vận động viên bơi cho vòng bán kết là từ nóng thứ chín, thứ mười, thứ mười một và mười hai.